# Herringfleet
Herringfleet is een plaats in het Engelse graafschap Suffolk. Herringfleet komt in het Domesday Book (1086) voor als 'Heringaflet'.